# Sant'Olcese
Sant'Olcese est une commune italienne de la ville métropolitaine de Gênes dans la région Ligurie en Italie.

## Administration
| Période                                  | Période | Identité | Étiquette | Qualité |
| ---------------------------------------- | ------- | -------- | --------- | ------- |
|                                          |         |          |           |         |
| Les données manquantes sont à compléter. |         |          |           |         |

### Hameaux
Manesseno, Comago, Arvigo, Torrazza, Casanova, Trensasco, Piccarello, Vicomorasso

### Communes limitrophes
Gênes, Montoggio, Serra Riccò